# Volkswagen K70
De Volkswagen K70 werd ontworpen door NSU om het gapende gat tussen de twee modellen van NSU op te vangen, namelijk de Ro 80 en de 1200, respectievelijk een grote luxewagen en een kleine stadswagen. NSU had in die tijd dringend behoefte aan een middenklassewagen.
Al in 1964 was NSU begonnen met de ontwikkeling van de K70. De wagen zou worden gepresenteerd in maart 1969 op de autosalon van Genève maar werd enkele dagen ervoor van de beursvloer geplukt. Enkele weken voor de introductie werd NSU immers overgenomen door Auto-Union dat inmiddels eigendom was van Volkswagen.
De NSU K70 werd na enkele kleine uiterlijke veranderingen omgedoopt in de VW K70. Dit was het eerste model van VW met een lijnmotor, waterkoeling en voorwielaandrijving. Voor de introductie van de K70 had Volkswagen alleen nog maar voertuigen geproduceerd met de luchtgekoelde boxermotor achterin. Oorspronkelijk zou de K70 in verschillende uitvoeringen geproduceerd worden, als sedan, als Variant (break) of als cabrioversie. Van de laatste twee werd al snel afgestapt en uiteindelijk werd enkel de sedanversie geproduceerd.
De benaming voor de wagen komt oorspronkelijk van de gebruikte motor; bij de Ro 80 komt de benaming van rotatiemotor en bij de K70 van Kolben of zuigermotor. Er was keuze tussen drie motoren: twee 1600 cc motoren met 75 en 90 pk, en een 1800 cc met een 100 pk sterke motor (enkel verkrijgbaar in LS-versie). De motoren waren op zich gelijk aan die van de NSU 1200. Het verbruik van de wagen schommelde tussen 10 en 13 liter per 100 km (1 op 8 tot 1 op 10).
De K70 was geen groot succes en toen Audi zijn Audi 80 uitbracht in 1973 daalde de verkoop tot een dieptepunt. Kort daarop werd dan ook besloten de productie te stoppen. De K70 werd geproduceerd tussen augustus 1970 en mei 1975. In totaal werden 211.341 exemplaren gebouwd. Na vele jaren is de wagen zeldzamer geworden dan ooit. Op dit moment zijn er nog 25 bekend in Nederland en 7 in België (info uit het K70-register van Andries VandenAbeele). Wereldwijd zijn er nog ongeveer 250.
Tegenwoordig is er ook een internationale K70 Club opgericht met als hoofdkwartier de Duitse afdeling. Er zitten leden bij van over de hele wereld van Nederland tot Japan.